# 근대 중국제 한자어
근대 중국제 한자어(近代 中國製 漢字語) 또는 신화제 한어(新華製 漢語)는 주로 서양의 개념과 사물에 대한 번역을 통해 중국에서 탄생한 한자어를 말한다. 대부분 그 개념이나 사물에 대응하는 서양의 단어에 대한 대역과정에서 탄생하였으며, 이 점에서 고전어(한문)에 바탕을 둔 전통 한자어와 구별된다. 근대 중국제 한자어는 다른 한자문화권에 유입되어 초기 서양에 대한 정보를 알리는 구실을 하였으며, 메이지기 일본에서 대량생산된 일본제 한자어도 근대 중국제 한자어로부터 상당한 영향을 받았다.

## 역사
중국은 유럽과 수 세기에 걸쳐 접촉하였으나 서양인이 중국의 언어에 많은 관심을 기울이고 있었던 것과 달리, 중국인은 거의 서양언어에 무관심하였다. 최초 언어접촉은 주로 선교사와 상인을 통하여 이루어졌다. 초기에 서양사정을 중국에 소개한 사람은 예수회 선교사들로 대표적인 인물은 마테오 리치와 줄리오 알레니등이다.
19세기 전반에는 당시 서양과 접촉이 잦은 무역기지가 있던 마카오를 중심으로 한 광둥지역에서 영어발음을 옮긴 음역어들이 중국어로 유입되었다. 아편전쟁당시 흠차대신이었던 임칙서는 외국인이 아니라 중국인에 의한 번역의 선구자격인 인물로 역관들을 통하여 서양의 사정을 세밀하게 조사한 기록을 해국도지(海國圖志)라는 이름으로 출간하였다. 이 저작은 서양의 국민,국가, 그리고 서구기술에 대한 최초의 백과사전식 자료집으로 평가받고 있다.
해국도지는 일본에도 수입되어 널리 읽혔다. 
1853년 홍수전이 난징을 함락하여 태평천국을 수립한 후에는 개신교 선교사들의 종교서적을 따라 번역이 이루어졌다.
1863년에는 이홍장의 제의에 따라 상하이와 광저우의 동문관 설립을 인가하는 포고령이 반포되었다. 이들 학교는 중국인 학자들에게 외국어와 과학분야를 훈련시키는 기관으로, 베이징 동문관과 상하이 제조국은 특히 서양저작들의 번역업무를 통해 중국어 근대어휘발전에 지대한 공헌을 한다.

## 같이 보기
- 엄역 한어
- 한국어의 한자어

## 참고 문헌
- 《근대 중국의 언어와 역사》 페데리코 마시니 작. 이정재 옮김